# Anna-Lisa Böös
Sigrid Anna Lisa Böös, född 3 februari 1920 i Mjölbäck, Älvsborgs län, död 4 oktober 2005 i Rävinge, Halland,var en svensk konstnär.
Böös studerade konst vid Bauhaus i Tyskland samt vid privata målarskolor och under studieresor till England, Nederländerna, Frankrike, Spanien och Italien. Mycket av hennes konst målades med fingrarna med motiv som ofta består av ödsliga surrealistiska landskap med isolerade människor. Hon var gift med Inge Böös.